# 建都郡
建都郡，中国古代的郡。
东晋晋成帝时，分建宁郡西北部置建都郡，属宁州。治所在新安县（约在今云南武定县境）。下辖新安县、经云县、永丰县、临江县、麻应县、遂安县。辖境相当今云南省武定县、禄劝彝族苗族自治县一带。南朝梁末年废除建都郡。